# Reinh. Kirchner & Co.
Reinh. Kirchner & Co., auch Reinh. Kirchner & Cie. genannt, war ein deutsches Unternehmen zur Herstellung von Glasinstrumenten und Messgeräten sowie medizinischen Thermometern. Der Sitz war in Ilmenau in Thüringen.

## Geschichte und Beschreibung

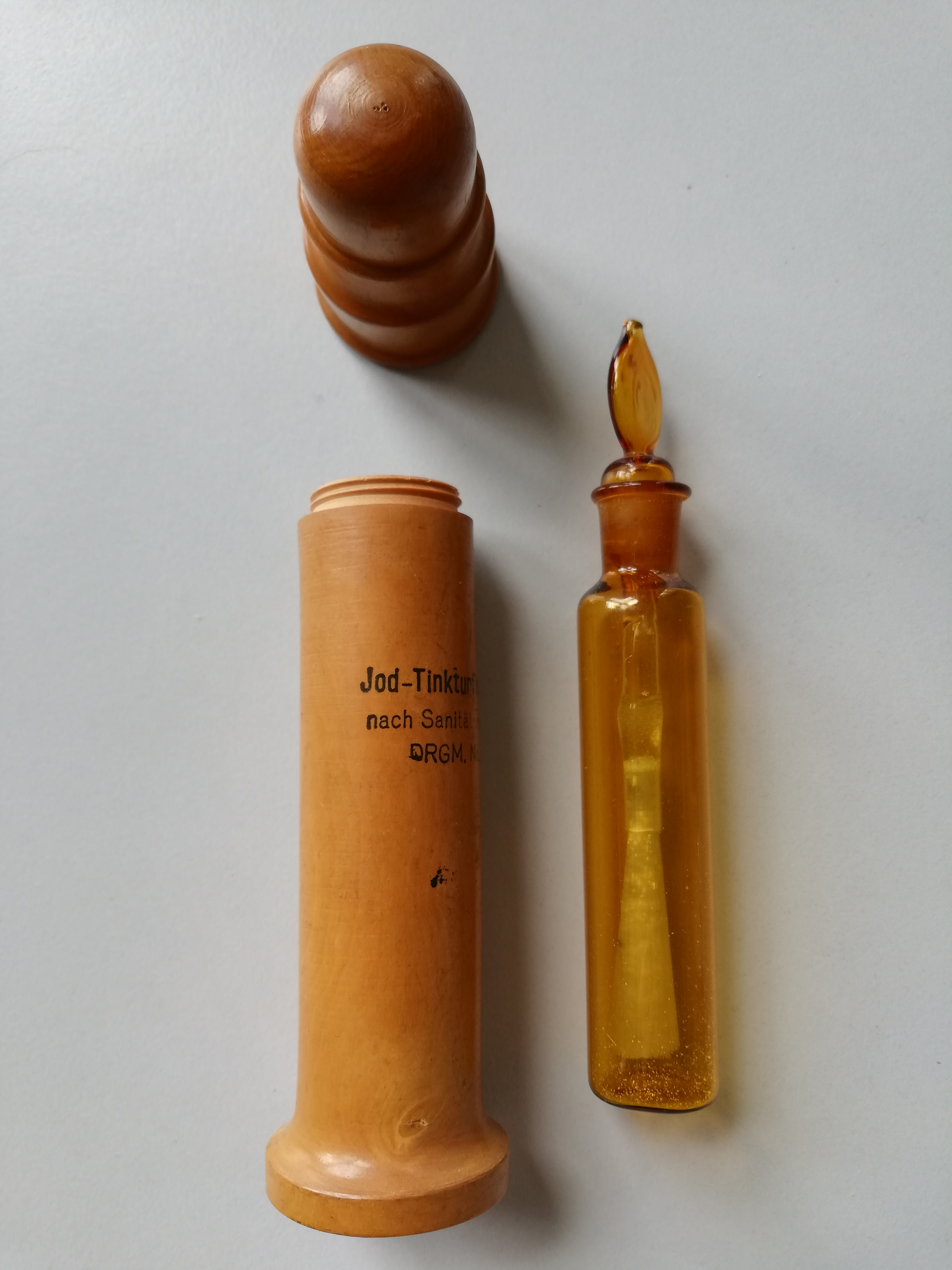
Jod-Tinkturflasche „Steril“ nach Sanitätsrat Dr. Schmitz

Das 1873 gegründete Unternehmen konzentrierte sich in den ersten zwölf Jahren ausschließlich auf die Produktion medizinischer Thermometer. Im Zug staatlicher Normungen bat das Unternehmen am 10. September 1885 von seinem Produktionsstandort in Roda bei Ilmenau aus die kaiserliche Normal-Eichungs-Kommission (N.E.K.) um Auskunft über das am besten geeignete Normalglas sowie die Nennung einer Bezugsquelle dafür.
1904 brachte das Unternehmen sein markenrechtlich geschütztes Fieberthermometer „Maxima“ mit einem daran angebrachten Vordruck auf weißem Celluloid auf den Markt. Im selben Jahr wurden die – ebenfalls geschützten – Voll- und Messpipetten in verschiedenen Größen vorgestellt, die aseptischen gläsernen Injektionsspritzen mit mehrteiligem
Glaskolben, ein sogenannter „Idealzerstäuber“ mit Verschluss am Flaschenhals in verschiedenen Formen oder ein neuartiges „Salmiakgeistfläschchen“, das auch als Parfümflakon nutzbar war.
Um 1912 war Adolf Wedekind Inhaber des Unternehmens, das seinerzeit die mit der Jod-Tinkturflasche „Steril“ nach Sanitätsrat Dr. Schmitz unter der DRGM-Nummer 482883 eine luftdicht verschließbare Glasflasche mit „Glashaaren“ als Pinsel herstellte. Das Produkt wurde als sechseckige Flasche für den Haushalt oder mit einem verschraubbaren Holzbehälter zum sicheren Transport für Ärzte geliefert.
1913 waren Adolf und Ernst Wedekind Inhaber des Unternehmens; Adolf Wedekind war Mitglied der Deutschen Gesellschaft für Mechanik und Optik.
Noch zu Beginn des Zweiten Weltkriegs führte das Adreßbuch Deutschlands Glasindustrie für das Jahr 1939 die Glasinstrumentenfabrik Reinh. Kirchner & Co. unter der Ilmenauer Adresse Goethestraße 24.

## Schriften
- Illustrierte Preisliste über Instrumente und Utensilien von Glas usw. für Chirurgie und Krankenpflege / Reinh. Kirchner & Co., Inhaber Adolf & Ernst Wedekind, Ilmenau in Thür. (228 Seiten mit zahlreichen Illustrationen) Ilmenau in Thüringen, o. J. (ca. 1910).